# Wellington, Illinois
Wellington là một làng thuộc quận Iroquois, tiểu bang Illinois, Hoa Kỳ. Năm 2010, dân số của làng này là 242 người.

## Dân số
Dân số qua các năm:
- Năm 2000: 264 người.
- Năm 2010: 242 người.